# Can't Say No (Akon)
Can't Say No è un singolo del cantante statunitense Akon, pubblicato il 9 settembre 2019 dall'Akonik Label Group.
Il brano interpola il singolo del 2003 di Wayne Wonder, No Letting Go.

## Tracce
1. Can't Say No – 2:39